# Keita Asari

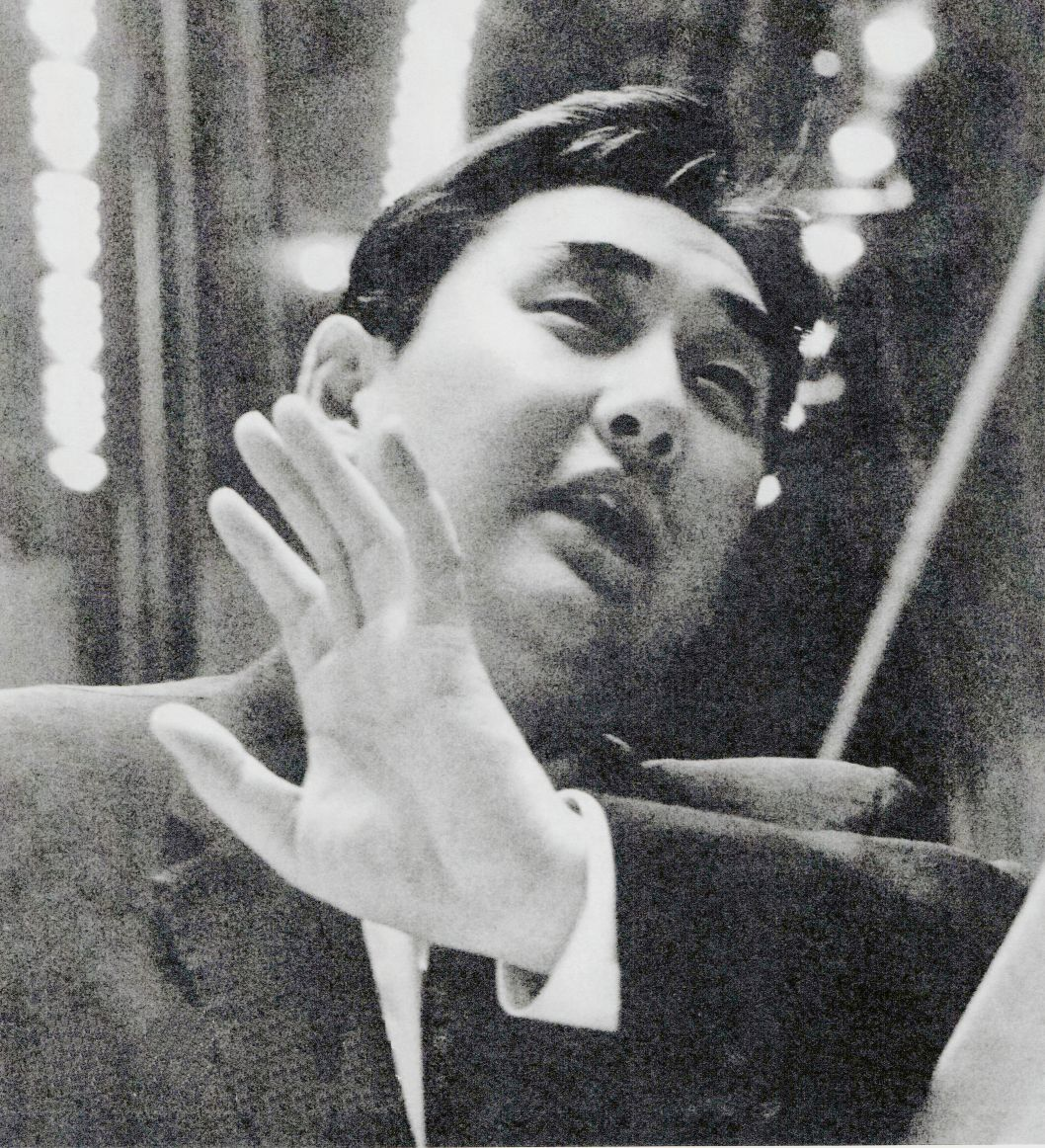
Keita Asari

Keita Asari (japanisch 浅利 慶太, Asari Keita; geboren 16. März 1933 in Tokio; gestorben 13. Juli 2018) war ein japanischer Schauspieler, Regisseur und Theaterunternehmer.

## Leben und Wirken
Keita Asari brach ein Studium an der Keiō-Universität ab und gründete 1953 mit Takeshi Kusaka (日下 武史; 1931–2017) die Theatergruppe „Gekidan Shiki“ (劇団四季). Mit der ersten Aufführung 1954 machte er sein Debüt als Regisseur. In den 1970er Jahren begann er mit der Aufführung ausländischer Musicals, deren Texte er übersetzte. Dazu gehörte 1972 „Applaus“, dem 1976 der Förderpreis des Kultusministers (芸術選奨文部大臣賞, Geijutsu-senshō monbudaijin-shō) folgte. 1979 kam „A Chorus Line“ zur Aufführung.
Das Musical „Cats“, das 1983 von der Shiki-Theaterkompanie in Japan uraufgeführt wurde, wurde zu einem Dauerbrenner. Er war auch als Manager aktiv, der die Theatergruppe verwaltete und leitete. Weiter hatte er mit den Musicals „Das Phantom der Oper“, „Der König der Löwen“ und „West Side Story“ in Japan großen Erfolg: der Jahresumsatz erhöhte sich auf über 20 Milliarden Yen. 
1985 produzierte Asari „Madama Butterfly“ an der Mailänder Scala und wurde mit dem italienischen Kritikerpreis „Premio Aviatti“ ausgezeichnet. 1996 bereitete er bei den Salzburger Festspielen die Aufführung von „Elektra“ mit japanischer Besetzung vor, die von Lorin Maazel dirigiert wurde. 1998 war er Generalproduzent der Eröffnungszeremonie der Olympischen Winterspiele in Nagano. 2003 erhielt er den „Yomiuri Theatre Grand Prize Art Honor Award“ (読売演劇大賞芸術栄誉賞, Yomiuri engeki taishō geijutsu eiyo-shō).
2014 trat Asari als Direktor seiner Theatergruppe zurück, blieb aber weiter in der Theaterszene aktiv.